# Chiesa di San Giovanni Battista (Castel San Giovanni)
La chiesa di San Giovanni Battista è la parrocchiale di Castel San Giovanni, in provincia di Piacenza e diocesi di Piacenza-Bobbio; fa parte del vicarato della Val Tidone.

## Storia
Non si sa quando fu edificata l'originaria pieve di Castel San Giovanni, ma si può supporre che ciò avvenne in seguito alla fondazione del paese attuale e all'abbandono di quello primitivo di Olubra, ovvero nel 1186. La chiesa viene poi citata in una bolla del 25 gennaio 1221. Essa diede nome al paese, Castrum Sancti Johannis de Olubra.
L'attuale parrocchiale è frutto di un importante rifacimento condotto tra i secoli XIV e XV. Nel XVIII secolo l'edificio subì alcune modifiche e, nel XIX secolo, venne ricostruita la cappella laterale della Madonna del Popolo sulla precedente base settecentesca.

## Interno
Opere di pregio conservate all'interno della chiesa sono una statua in marmo rosa della Madonna, il fonte battesimale, realizzato nel 1550 da Battista e Bernardo Casella da Carona, una statua di San Giovanni Decollato, una pala ritraente la Predicazione di San Giovanni Battista nel deserto, dipinta da Pietro Melchiorre Ferrari nel 1771, e un crocifisso, opera del 1496 di Giacomo e Giovanni Angelo Del Maino.